# Roberto Frangella
Roberto Frangella (nascido em Buenos Aires, 6 de outubro de 1942) é um escultor, arquiteto e pintor argentino. Ele é conhecida por experiências de auto-construção assistida. Suas obras foram expostas no Centro Cultural Recoleta, no Centro Cultural Borges, no Museu Nacional de Belas Artes, no Museu Sivori, Fundação Joan Miró, em Barcelona, entre outros. Graduou-se em arquitetura pela Universidade de Buenos Aires e forma junto de William Dergarabedian desde 1983 o estúdio Dergarabedian Frangella Arquitectos.

## Obra
Por ocasião de sua exposição intitulada Mostra Cartonera, Frangella disse:
Em outra ocasião, Frangella definiu seu trabalho de outra maneira:
Suas obras estão em exposição permanente em:
- Buenos Aires:
  - Igreja de São Patrício (Belgrano): Caminho dos Palotinos, memorial para os religiosos assassinados no Massacre de São Patrício.[2]

Em 2003, apresentou um projeto de Memorial para o World Trade Center, em Nova York.